# Kolbenwoog
Der Kolbenwoog ist ein angelegter Stausee in Rheinland-Pfalz und ist als Naturdenkmal geschützt (ND-7312-011) und Teil des Naturschutzgebiets Täler und Verlandungszone am Gelterswoog. Als Teil des Kolbentals ist der Kolbenwoog auch Teil eines gesetzlich geschütztes Biotops. Die Wassermenge des Woogs ist stark schwankend.

## Lage
Der See befindet sich auf der Gemarkung der westpfälzischen Stadt Kaiserslautern im Stadtteil Hohenecken (Rheinland-Pfalz). Bereits unmittelbar westlich verläuft die Gemarkungsgrenze zu Bann.

## Ökologie
Der Kolbenwoog wird dem FFH-Lebensraumtyp „3160 Dystrophe Seen und Teiche“ zugeordnet; er gilt als naturnah und verfügt über eine gesellschaftstypische Artenkombination. Dominante Arten der Krautschicht in den Verlandungszonen sind das Hunds-Straußgras (Agrostis canina), die Schnabel-Segge (Carex rostrata rostrata) und  die Zwiebel-Binse (Juncus bulbosus).
Die Libellenfauna des Kolbenwoogs ist mit etwa 15 Arten gut ausgeprägt, da das leicht saure und temporär trockenfallende Gewässer keinen Fischbesatz hat.